# Situle
Pour les articles homonymes, voir Situla (homonymie).

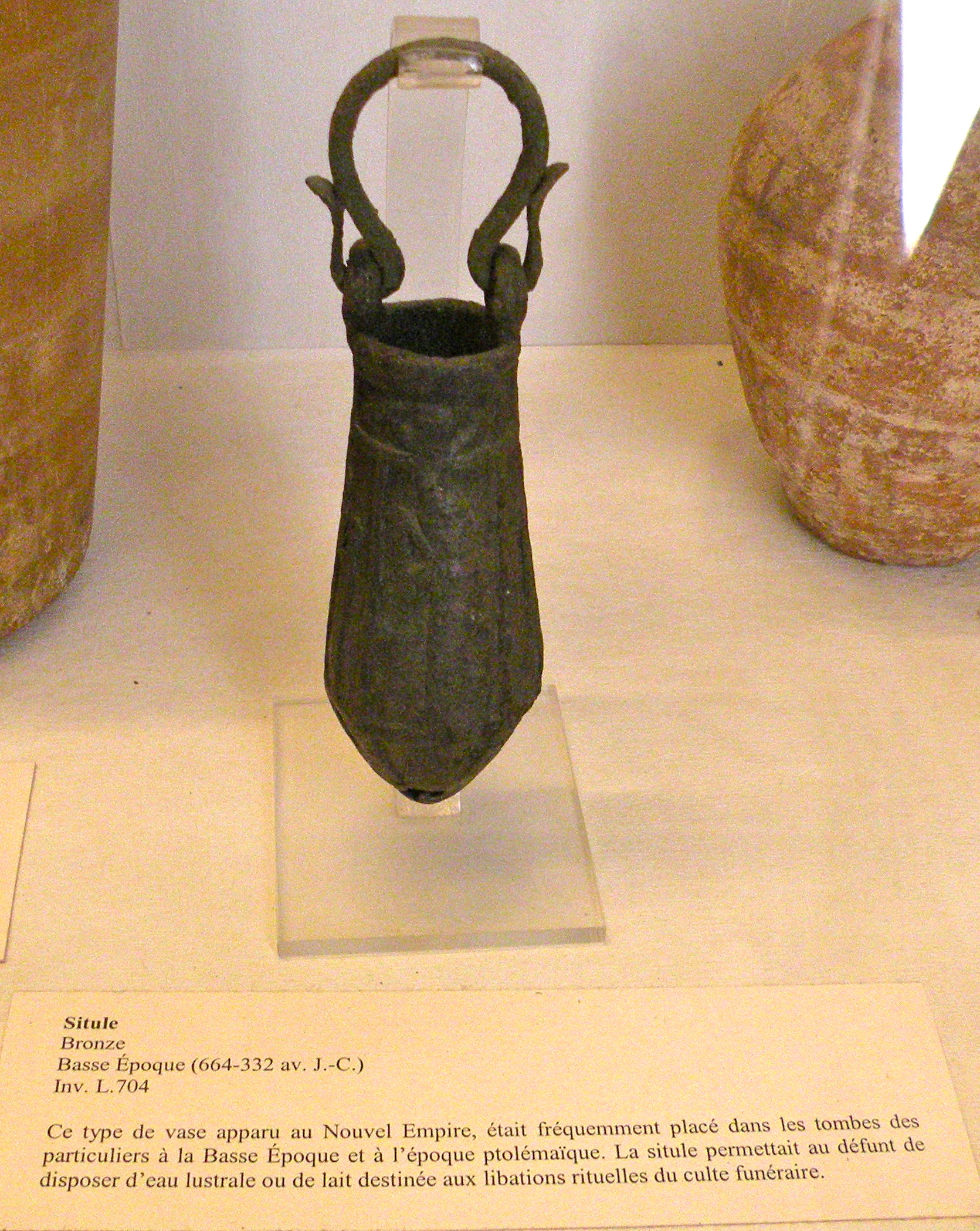
Une situle en bronze.

La situle, en latin situla, est un type de récipient généralement muni d'une anse, souvent en bronze, qu'on trouve notamment en Europe, de l'âge du fer au Moyen Âge. Ce récipient a donné son nom à un style de décor figuré, l'art des situles, représenté dans les  Alpes orientales (Italie du Nord, Autriche, Slovénie) entre le VIe et le IVe siècle av. J.-C.
La forme la plus ancienne est celle à fond plat, à corps tronconique, à épaule convexe et bien marquée, à rebord souvent finement orné d'oves, formant col, ou bien encore à parois concaves et sans col. On trouve ensuite la situle de forme ovoïde, avec ou sans col, se terminant en pointe, ou montée sur un pied circulaire. Les exemplaires à pied bas et sans col, sont plus tardifs et se rapprochent de l'époque romaine. 
La situle est, avant tout, un vase d'usage pratique servant à puiser et à transporter l'eau. Mais cette fonction a reçu des applications dans le domaine religieux, voire politique.

## Dans la religion

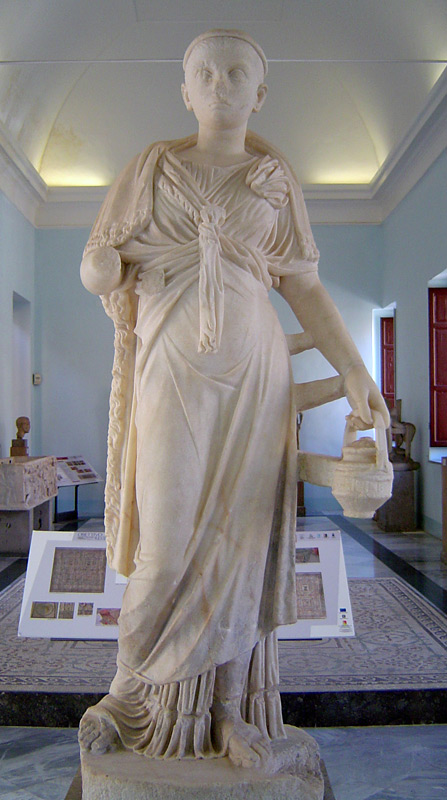
Prêtresse d'Isis portant la situle sacrée.

### Cultes romains
Dans la religion romaine, la situle est le vase le plus couramment employé pour contenir l'eau lustrale, et elle figurait, à ce titre, dans la plupart des cérémonies du culte privé et public. La situle est aussi un des accessoires habituels du sacrifice, où elle servait à recueillir le sang des victimes. Des situles faisaient partie du mobilier sacré de temples romains.
Dans le culte d'Isis, la situle prend une importance toute particulière. En effet, l'eau du Nil, et même toute humidité, est une dérivation d'Osiris. Le vase qui contient ce principe divin, source féconde de toute vie, a la première place dans les cérémonies. Ce vase est soit une hydrie, soit une situle. C'est ainsi que dans la statuaire gréco-romaine, la situle est l'un des attributs caractéristiques d'Isis et de ses prêtresses.
Dans le culte de Dionysos, la situle est un attribut fréquent des Satyres et des Ménades. 

### Culte catholique
Dans le culte catholique, on emploie encore un petit bénitier portatif, qui a conservé la forme des situles romaines.

## Dans la vie politique
À Rome, la situle (désignée souvent par son diminutif la sitella) est le vase à l'aide duquel on procède au tirage au sort, opération préliminaire de tout vote. De là le fait que l'expression deferre sitellam en vient à signifier : « provoquer le vote ».

## Dans la vie militaire
La situla est la petite marmite individuelle qui fait partie du paquetage individuel (sarcina) du légionnaire romain.